# Упа
Упа (на руски: Упа) е река в Тулска област на Русия, десен приток на Ока (десен приток на Волга). Дължина 345 km. Площ на водосборния басейн 9510 km².

## Извор, течение, устие
Река Упа води началото си от най-високите части на Средноруското възвишение, на 242 m н.в., на 4 km източно от село Верхоупе, в югоизточната част на Тулска област. По цялото си протежение тече през Средноруското възвишение, в горното течение на север, в средното – на запад и юг, а в долното – отново на запад, като силно меандрира. Влива се отдясно в река Ока (десен приток на Волга), при нейния 1203 km, на 124 m н.в., при село Жеремино, в западната част на Тулска област.

## Водосборен басейн, притоци
Водосборният басейн на Упа заема площ от 9510 km², което представлява 3,88% от водосборния басейн на река Ока. На северозапад, север, североизток, юг и югозапад водосборният басейн на Упа граничи с водосборните басейни на реките Осьотър, Зуша и други по-малки реки десни притоци на Ока. На изток и юг – с водосборния басейн на река Дон. Основни притоци: леви – Солова (52 km), Плава (89 km); десни – Уперта (63 km).

## Хидроложки показатели
Има смесено подхранване с преобладаване на снежното. Среден годишен отток на 89 km от устието 40,2 m³/s, с ясно изразено пълноводие от края на март до началото на май.. Заледява се в края на ноември или началото на декември, а се размразява в края на март или началото на април.

## Стопанско значение, селища
В горното ѝ течение, при град Советск е изградено Советското водохранилище, водите на което се използват за битово и промишлено водоснабдяване. В района на град Тула изкуствено е повишено нивото ѝ и е пригодена за корабоплаване на плиткогазещи съдове. По течението ѝ са разположени множество населени места, в т.ч. градовете Советск и Тула и селището от градски тип Одоев.